# ウィラード・ギブズ賞
ウィラード・ギブズ賞（Willard Gibbs Award）は、アメリカ化学会によって1911年以来授与されている化学の賞。アメリカ合衆国の物理化学者ウィラード・ギブズの功績を讃えて創設された。

## 受賞者
- 1911年: スヴァンテ・アレニウス
- 1912年: セオドア・リチャーズ
- 1913年: レオ・ベークランド
- 1914年: アイラ・レムセン
- 1915年: Arthur Amos Noyes
- 1916年: Willis R. Whitney
- 1917年: エドワード・モーリー
- 1918年: William M. Burton
- 1919年: William A. Noyes
- 1920年: Frederick Gardner Cottrell
- 1921年: マリ・キュリー
- 1922年: 受賞者なし
- 1923年: Julius Stieglitz
- 1924年: ギルバート・ルイス
- 1925年: Moses Gomberg
- 1926年: James Colquhoun Irvine
- 1927年: John Jacob Abel
- 1928年: William Draper Harkins
- 1929年: Claude Silbert Hudson
- 1930年: アーヴィング・ラングミュア
- 1931年: Phoebus Levene
- 1932年: Edward Curtis Franklin
- 1933年: リヒャルト・ヴィルシュテッター
- 1934年: ハロルド・ユーリー
- 1935年: チャールズ・クラウス
- 1936年: Roger Adams
- 1937年: Herbert Newby McCoy
- 1938年: Robert R. Williams
- 1939年: Donald Dexter Van Slyke
- 1940年: Vladimir Ipatieff
- 1941年: エドワード・アダルバート・ドイジー
- 1942年: トマス・ミジリー
- 1943年: Conrad A. Elvehjem
- 1944年: George O. Curme
- 1945年: Frank C. Whitmore
- 1946年: ライナス・ポーリング
- 1947年: ウェンデル・スタンリー
- 1948年: カール・コリ
- 1949年: ピーター・デバイ
- 1950年: Carl S. Marvel
- 1951年: ウイリアム・ジオーク
- 1952年: William C. Rose
- 1953年: Joel H. Hildebrand
- 1954年: Elmer K. Bolton
- 1955年: Farrington Daniels
- 1956年: ヴィンセント・デュ・ヴィニョー
- 1957年: William Albert Noyes Jr.
- 1958年: ウィラード・リビー
- 1959年: Hermann Irving Schlesinger
- 1960年: George Bogdan Kistiakowsky
- 1961年: ルイス・ハメット
- 1962年: ラルス・オンサーガー
- 1963年: Paul Doughty Bartlett
- 1964年: Izaak M. Kolthoff
- 1965年: ロバート・マリケン
- 1966年: グレン・シーボーグ
- 1967年: ロバート・バーンズ・ウッドワード
- 1968年: ヘンリー・アイリング
- 1969年: ゲルハルト・ヘルツベルク
- 1970年: Frank Westheimer
- 1971年: ヘンリー・タウベ
- 1972年: John T. Edsall
- 1973年: ポール・フローリー
- 1974年: ハー・ゴビンド・コラナ
- 1975年: Hermann F. Mark
- 1976年: ケネス・ピッツァー
- 1977年: メルヴィン・カルヴィン
- 1978年: William O. Baker
- 1979年: Edgar Bright Wilson
- 1980年: フランク・アルバート・コットン
- 1981年: Bert Lester Vallee
- 1982年: ギルバート・ストーク
- 1983年: ジョン・D・ロバーツ
- 1984年: イライアス・コーリー
- 1985年: ドナルド・クラム
- 1986年: Jack Halpern
- 1987年: アラン・バード
- 1988年: ルドルフ・マーカス
- 1989年: Richard Barry Bernstein
- 1990年: リチャード・ゼア
- 1991年: Günther Wilke
- 1992年: ハリー・グレイ
- 1993年: Peter Dervan
- 1994年: Frederick Hawthorne
- 1995年: John Meurig Thomas
- 1996年: フレッド・バソロ
- 1997年: カール・ジェラッシ
- 1998年: マリオ・モリーナ
- 1999年: Lawrence F. Dahl
- 2000年: Nicholas Turro
- 2001年: トビン・マークス
- 2002年: Ralph Hirschmann
- 2003年: John I. Brauman
- 2004年: Ronald Breslow
- 2005年: デヴィッド・エヴァンス
- 2006年: ジャクリン・バートン
- 2007年: Sylvia T. Ceyer
- 2008年: キャロライン・ベルトッツィ
- 2009年: ルイ・ブラス
- 2010年: Maurice Brookhart
- 2011年: ロバート・バーグマン
- 2012年: Mark Ratner
- 2013年: チャールズ・リーバー
- 2014年: John E. Bercaw
- 2015年: ジョン・ハートウィグ
- 2016年: Laura Kiessling
- 2017年: Judith Klinman
- 2018年: Cynthia J. Burrows
- 2019年: Marcetta Darensbourg
- 2020年: 鮑哲南
- 2021年: Sharon Hammes-Schiffer
- 2022年: Joseph Francisco
- 2023年: ジェニファー・ダウドナ
- 2024年: エリック・ジェイコブセン
- 2025年: チャド・マーキン